# Un luogo incerto
Un luogo incerto (titolo in lingua originale Un lieu incertain) è un romanzo poliziesco del 2008 della scrittrice francese Fred Vargas, il sesto con protagonista il commissario Adamsberg e i suoi uomini del commissariato del XIII arrondissement di Parigi.
Il romanzo è stato pubblicato per la prima volta in Francia nel 2008 dall'editore Hamy, poi tradotto e pubblicato in Italia nel 2009, da Einaudi.

## Trama
Durante una trasferta a Londra per un convegno delle polizie europee, Adamsberg e Danglard con il collega inglese Radstock ritrovano di fronte al cancello del cimitero di Highgate diciassette piedi umani mozzati infilati nelle loro scarpe. Rientrati a Parigi, mentre ancora riflettono sull'accaduto, i due si trovano ad indagare su un singolare ed orribile caso di omicidio: l'anziano giornalista Pierre Vaudel è stato massacrato all'interno della propria villetta e il suo corpo letteralmente ridotto in minutissimi brandelli. Il primo sospettato è Émile, un violento pregiudicato che lavorava come domestico tuttofare per conto del defunto, anche perché si scopre che secondo il testamento dell'anziano ne avrebbe ereditato l'intero patrimonio. Émile fugge ma viene presto ritrovato da Adamsberg che gli salva così la vita, dato che qualcuno nel frattempo lo ha ferito gravemente sparandogli in un agguato. 
Un collega austriaco rivela intanto ad Adamsberg che qualche mese prima nel suo paese era avvenuto un omicidio con le stesse strane modalità di quello di Vaudel. Nel frattempo Danglard si rende conto che qualcuno nelle alte sfere della magistratura sta tramando alle spalle di Adamsberg per coinvolgerlo nell'omicidio del giornalista e incolparlo di complicità con Émile. Un mattino, un giovane si introduce nella casa di Adamsberg, minaccia di ucciderlo e gli rivela di essere suo figlio, un figlio di cui il commissario non era mai stato a conoscenza. Adamsberg riesce a distrarlo con uno stratagemma e il ragazzo si allontana senza mettere in atto le sue minacce, e peraltro senza negare di essere l'assassino dell'anziano giornalista.
Adamsberg e Danglard, indagando, si rendono conto che il caso è legato ad una faida tra famiglie di origine slava, i cui membri sono sparsi per l'Europa, e Adamsberg decide di partire per un piccolo villaggio serbo, Kiseljevo, accompagnato da un giovane parente di Danglard che gli farà da interprete. Nel villaggio scopre che è ancora vivissima la leggenda di Peter Plogojowitz, un uomo che nel '700 era stato considerato un vampiro e le cui spoglie sono sepolte in una tomba isolata ai confini del paese, un luogo temuto ed evitato da tutti.

## Edizioni
- Fred Vargas, Un luogo incerto, traduzione di Margherita Botto, collana Stile libero Big, Einaudi, 2009,  p. 392, ISBN 978-88-06-19689-9.

Il romanzo è uno dei tre raccolti in:
- Fred Vargas, La seconda trilogia Adamsberg, traduzione di Margherita Botto, SuperET, Einaudi, 2014,  p. 1024, ISBN 978-88-06-22027-3.

eBook:
- Fred Vargas, Un luogo incerto, traduzione di Margherita Botto, Einaudi, 2015,  p. 400, ISBN 978-88-584-0081-4.